# Shleep
Albums de Robert Wyatt
A Short Break
(1996) Dondestan (Revisited)
(1998)
Shleep est un album de Robert Wyatt sorti en 1997.
Il fait partie des 1001 albums qu'il faut avoir écoutés dans sa vie. 

## L'album
Le titre Blues in Bob Minor est une parodie-hommage à Bob Dylan. De nombreuses personnalités participent à l'album. 

### Titres
Tous les titres sont de Robert Wyatt et de son épouse Alfreda Benge, sauf mentions. 
| No  | Titre                                                | Auteur                         | Durée |
| --- | ---------------------------------------------------- | ------------------------------ | ----- |
| 1.  | Heaps of Sheeps                                      |                                | 4:56  |
| 2.  | The Duchess                                          | Robert Wyatt                   | 4:18  |
| 3.  | Maryan                                               | Robert Wyatt, Philip Catherine | 6:11  |
| 4.  | Was a Friend                                         | Robert Wyatt, Hugh Hopper      | 6:09  |
| 5.  | Free Will and Testament                              | Robert Wyatt, Mark Kramer      | 4:13  |
| 6.  | September the Ninth                                  |                                | 6:41  |
| 7.  | Alien                                                |                                | 6:47  |
| 8.  | Out of Season                                        |                                | 2:32  |
| 9.  | A Sunday in Madrid                                   |                                | 4:41  |
| 10. | Blues in Bob Minor                                   | Robert Wyatt                   | 5:46  |
| 11. | The Whole Point of No Return                         | Paul Weller                    | 1:25  |
| 12. | September in the Rain (piste bonus sur la réédition) |                                | 2:31  |

### Musiciens
- Gary Azukx : djembe
- Alfreda Benge : voix, chorale
- Philip Catherine : guitare
- Brian Eno : synthétiseurs, chorale
- Jamie Johnson : guitare, chorale
- Phil Manzanera : guitare
- Chucho Merchán (en) : basse, contrebasse, batterie, percussions
- Evan Parker : saxophones
- Charles Rees : chorale
- Chikako Sato : violon
- Paul Weller : guitares, chorale
- Annie Whitehead : trombone
- Robert Wyatt : voix, claviers, basse, flûte, trompette, percussion, chorale